# Topologia degli interi equispaziati
In topologia generale, una branca della matematica, la topologia degli interi equispaziati è la topologia sull'insieme dei numeri interi generata dalla famiglia delle progressioni aritmetiche. Questa particolare topologia è stata introdotta da Fürstenberg nel 1955 per provare l'infinità dei numeri primi.

## Definizione
Per ogni coppia di interi {\displaystyle a,b} poniamo {\displaystyle a\mathbb {Z} +b:=\{an+b:n\in \mathbb {Z} \}}, allora la topologia {\displaystyle \tau } degli interi equispaziati è la topologia di {\displaystyle \mathbb {Z} } che ha come base {\displaystyle \{a\mathbb {Z} +b:a,b\in \mathbb {Z} {\mbox{ con }}a\neq 0\}}. In altri termini gli aperti di {\displaystyle \tau } sono tutti e soli gli insiemi che sono unione di insiemi del tipo {\displaystyle a\mathbb {Z} +b} con {\displaystyle a,b} interi e {\displaystyle a\neq 0}.

## Proprietà
Lo spazio topologico {\displaystyle (\mathbb {Z} ,\tau )} ha alcune interessanti proprietà:
- L'insieme {\displaystyle a\mathbb {Z} +b} è chiuso-aperto per ogni {\displaystyle a,b} interi con {\displaystyle a\neq 0}; usando ciò si può dimostrare il teorema dell'infinità dei numeri primi, infatti detto {\displaystyle \mathbb {P} } l'insieme dei primi si ha

{\displaystyle \mathbb {Z} \setminus \{-1,+1\}=\bigcup _{p\in \mathbb {P} }(p\mathbb {Z} +0)}
se per assurdo i primi fossero finiti allora il secondo membro sarebbe chiuso, quindi {\displaystyle \{-1,1\}} sarebbe aperto ma cioè non è possibile poiché chiaramente non è unione di insiemi del tipo {\displaystyle a\mathbb {Z} +b} con {\displaystyle a,b} interi e {\displaystyle a\neq 0}, essendo un insieme finito.
- {\displaystyle (\mathbb {Z} ,\tau )} è totalmente disconnesso, non è né compatto né localmente compatto, è metrizzabile e una sua metrica è quella indotta dalla norma

{\displaystyle \|x\|:=\inf _{n\in \mathbb {N} ^{+}}\left\{{\frac {1}{n}}\,:\,n!\;{\mbox{ divide }}\;x\right\}}